# Mallekatte, Davanagere
Mallekatte là một làng thuộc tehsil Davanagere, huyện Davanagere, bang Karnataka, Ấn Độ.